# Maria dell'Incarnazione Avrillot
Beata Maria dell'Incarnazione, nata  Barbe Acarie Avrillot (Parigi, 1º febbraio 1566 – Pontoise, 18 aprile 1618), è stata una religiosa francese, ha introdotto in Francia l'Ordine delle Carmelitane scalze. Beatificata nel 1791 è considerata la patrona delle famiglie parigine.

## Biografia

### La giovinezza
Barbe nacque il 1º febbraio 1566, da Nicolas Avrillot, Signore di Champlatreux (vicino a Luzarques), Maestro dei Conti della Camera di Parigi, cavaliere della Regina di Navarra, buon cristiano, e da Maria Lhuillier, d'una famiglia ancora più antica di quella del marito.
In seguito ad un voto fatto dalla madre, Barbe fu vestita in bianco con una cuffia bianca fino all'età di sette anni; fu poi affidata a sua zia Isabelle Lhuillier, clarissa a Nostra Signora di Longchamp, dove apprese a leggere, a cantare, a dire il rosario, sotto la direzione della maestra suor Jeanne di Mailly. Nel 1580 lasciò il monastero, con il desiderio di servire i poveri malati all'Hôtel-Dieu (l'Ospedale Maggiore di Parigi).
I genitori però le imposero il matrimonio. Barbe sposò all'età del 16 anni e mezzo Pierre Acarie, figlio unico e orfano di padre, visconte di Villemor, Signore di Montbrost e di Roncenay, membro della Corte dei Conti di Parigi, ricco, cattolicissimo e futuro aderente alla Lega. I coniugi vissero a Parigi, nel Marais, nella rue des Juifz (oggi rue Ferdinand Duval). L'edificio antico non esiste più, ma era localizzato all'attuale numero 11 della via.
I primi tre dei sei bambini che nacquero da questa unione furono Nicolas (22 marzo 1584); Maria, (inizio di luglio 1585); Pierre (marzo 1587). Barbe s'occupò della loro educazione, aiutata dalla domestica Andrée Levoix, conosciuta a Longchamp. I bambini furono educati cristianamente. Contemporaneamente Palazzo Acarie riunì la giovinezza dorata di Parigi. Ma, verso 1587, Barbe lesse il pensiero seguente: È troppo avaro colui al quale Dio non basta. La sua vita cambiò radicalmente. Dio le bastò e passò il resto dei suoi giorni nel cammino verso di Lui, con due principi di base: Quando si dà il proprio tempo a Dio, se ne trova per tutto il resto; lo spirito di Dio non è per niente ozioso. Le persone che non vogliono far nulla sono più carnali che spirituali. Si dedicò così all'aiuto del prossimo. Tutti i giorni si recò all'ospedale di S. Gervais con sua suocera ad alleviare le pene dei feriti della battaglia di Senlis nel 1589; anche durante l'assedio di Parigi, dal maggio all'agosto 1590, passò giornate intere all'Hôtel-Dieu e in più distribuì agli affamati il pane di casa, togliendolo dalla sua propria bocca. In questo periodo Dio le avrebbe concesso le estasi. La prima si sarebbe verificato nella chiesa S. Gervais, forse tra il 22 luglio e l'11 novembre 1590. Pensò di «morire di dolcezza». 
Oltre all'attività sociale e mistica, Barbe si preoccupò sempre della felicità del marito, sorretta in questo dai consiglieri religiosi: il cappuccino Benedetto di Canfeld, il certosino Beaucousin, e Gallemant. Ebbe ancora tre bambini: Jean, (6 febbraio 1589); Marguerite (6 marzo 1590); e Geneviève (1592).

### La povertà e le difficoltà familiari
Enrico IV (il re che pare abbia detto «Parigi val bene una messa») vinse la guerra. Pierre Acarie, aderente alla Lega sconfitta, lasciò alla moglie la procura generale per la gestione dei beni. Fu bandito da Parigi e obbligato alla residenza coatta in campagna. I suoi beni vennero confiscati. Poiché aveva chiesto dei prestiti per finanziare la Lega, i creditori fecero sequestrare l'immobile di rue des Juifz e tutto ciò che conteneva. La famiglia Acarie fu ridotta in miseria. Barbe mise i suoi sei bambini al sicuro e trovò asilo presso una cugina. Vittima dei peggiori insulti, rimase talmente priva di mezzi che la fedele Andrée Levoix vendette la sua cintura per trovare da mangiare. Oltretutto Pierre fu rapito nella Corte di Bourgfontaine. Barbe chiese dei prestiti e pagò il riscatto.
Nel 1596, di ritorno da una visita al marito, fu disarcionata dal cavallo. Il femore si ruppe in tre punti; lo specialista Bailleul che là curò, dimenticò di rimettere a posto un piccolo osso che le causò per il resto dei suoi giorni grandi dolori e debolezza. L'anno dopo, nel rendere visita al figlio Nicolas al Collegio di Calvy, cadde dalle scale, si ruppe di nuovo la coscia e fu costretta a letto per tre mesi. Nel 1598, infine, cadde sui gradini della chiesa d'Ivry; fu trasportata a Parigi su una barella, e da qui in poi fu costretta a servirsi delle stampelle per camminare.
Nonostante le infermità, Barbe difese suo marito nei processi intentati dai creditori; il 20 giugno 1598, Pierre fu costretto a vendere a vile prezzo il suo ufficio di Maestro dei Conti; ma, in quest'epoca, l'immobile della rue des Juifz le fu restituito e la famiglia vi si riunì di nuovo.

### L'attività sociale e i progetti
Da questo periodo Madame Acarie dispiegò una grandissima attività sociale in favore delle prostitute. I più grandi religiosi e le persone più eminenti in santità e vita spirituale vennero a consultarla sebbene fosse una laica. La casa della rue des Juifz fu sempre piena di gente. Intervenne in vari modi anche nella Riforma di numerosi monasteri: Saint-Etienne di Soissons, Le Figlie di Dio a Parigi e a Fontevrault, Foissy, Nostra Signora aux Nonnains e Nostra Signora des Pres vicino a Troyes, Nostra Signora dell'Umiltà a Longchamp, Le Figlie di San-Luigi che tenevano l'Hôtel-Dieu a Pontoise, Montmartre, Montivilliers, vicino ad Havre.
Nell'autunno 1601, conobbe i libri di Teresa d'Avila, riformatrice del Carmelo in Spagna. Tempo dopo la beata Teresa le apparve visibilmente mentre pregava e l'avvertì che la volontà di Dio stava in questi termini: Come io ho arricchito la Spagna di questo Ordine molto celebre, così a te che restauri la pietà in Francia, do l'incarico di fare beneficiare questo paese dello stesso beneficio'. Sette-otto mesi più tardi, Teresa d'Avila le apparve di nuovo, promettendole la realizzazione del progetto.
Cinque sacerdoti amici (Gallemant, Bretigny, Duval, Beaucousin, e Berulle) si riunirono assieme a Francesco di Sales e a Barbe e, su insistenza degli ultimi due, decisero l'introduzione del Carmelo in Francia con tre superiori francesi: Duval, Gallemant e Berulle. Fu stabilito che il primo monastero fosse impiantato a Parigi, con delle madri spagnole, e di chiedere alla Santa sede che i voti pronunciati dalle carmelitane fossero gli stessi di Spagna e d'Italia. A partire dal luglio 1602, il Cancelliere Michel di Marillac apportò il suo aiuto prezioso.
Qualche mese dopo giovani persone avide di rinnovo spirituale approdarono al palazzo di rue des Juifz e si posero sotto la direzione di Madame Acarie; alla fine formarono con Andrée Levoix la Congregazione S. Genoveffa. In viaggio a Saint-Nicolas di Port, vicino a Nancy, Barbe disse di avere avuto una terza visione sul suo futuro da carmelitana: Dio mi fece vedere che voleva che io fossi religiosa in questo Ordine e suora laica. Anche nostra madre Santa Teresa intervenne.

### La fondazione dei Carmeli in Francia
Dal giugno 1602 all'aprile 1603, grazie alle sue relazioni personali nelle più alte sfere del Regno, diresse la costruzione del primo Carmelo nel priorato di Nostra Signora des Champs, faubourg Saint Jacques a Parigi. La prima pietra fu posta il 29 aprile 1603. La compagnia incaricata di prendere contatti in Spagna, lasciò Parigi il 26 settembre 1603. Le sei carmelitane richieste furono scelte non per le grazie speciali di cui beneficiavano, ma per la loro carità. Lasciarono Avila il 29 agosto 1604 e arrivarono a Parigi il 15 ottobre 1604.
Due mesi dopo bisognò aprire un nuovo Carmelo a Pontoise. Il Carmelo di San Giuseppe accolse la priora il 15 gennaio 1605. Nell'autunno dello stesso anno, Barbe organizzò un terzo Carmelo a Digione. Nel 1606, scelse d'impiantare il quarto Carmelo ad Amiens. Nel 1608, Tours, nel giugno 1609, Rouen, ecc.

### La morte e la beatificazione
Nella stessa epoca, altri avvenimenti toccarono la famiglia Acarie: Marguerite entrò al Carmelo dell'Incarnazione di Parigi il 15 settembre 1605; Nicolas si sposò all'inizio del 1606; Marie e Geneviève entrarono a loro volta al Carmelo dell'Incarnazione tutte e due il 23 marzo 1608; il 17 novembre 1613, Pierre Acarie morì ad Ivry dopo una breve ma penosa malattia.
L'8 febbraio 1614 Barbe regolò con due dei suoi figli la successione del marito, conservando per sé una rendita vitalizia, che dette ai conventi d'Amiens e di Parigi. Ma un'ulteriore prova per la sua fede fu la morte dell'amata nipotina Maria, figlia di Nicolas, all'età di sei anni.
Il 15 febbraio 1614, entrò al Carmelo d'Amiens come suora laica, prese l'abito il 7 aprile 1614 e divenne suor Maria dell'Incarnazione. I fatti e i gesti, le sue parole non furono che d'umiltà. Aiutò in cucina e servì a tutto quello che poté fare, con i Vangeli alla mano. L'8 aprile 1615 fece la professione. Verso Ognissanti del 1616 fu trasferita al Carmelo di Pontoise dove arrivò il 7 dicembre 1616; fu ricevuta con fervore e, dalla cucina o dalla cella, prodigò i suoi consigli alle novizie, alle suore e anche alla priora. 
Nel febbraio 1618, Maria dell'Incarnazione cadde gravemente malata. Morì il mercoledì di Pasqua 18 aprile 1618 alle ore 17. La notizia si propagò non si sa come e una moltitudine di popolo si trovò fuori e davanti alla chiesa, dicendo: La santa è morta, la santa è morta.
Fu beatificata il 5 giugno 1791 per servire d'esempio ai francesi immersi nel disordine religioso della Rivoluzione. Il 1º aprile 1893, in occasione del primo centenario della beatificazione, il cardinale arcivescovo di Parigi la propose come la patrona delle famiglie parigine.

## Scritti di Barbe Acarie
- Les vrais exercices de la bienheureuse Marie de l'Incarnation, composez par elle-même, très propres à toutes les âmes qui désirent en suivre sa bonne vie, Parigi 1622.
- Lettere e scritti editi in Jean-Baptiste Boucher. Vie de la Bienheureuse sœur Marie de l'Incarnation, dite dans le monde Melle Acarie, converse, professe et fondatrice des Carmélites réformées de France, Parigi, Barbou, 1800.